# Coleophora hospitiella
Coleophora hospitiella is een vlinder uit de familie kokermotten (Coleophoridae). De wetenschappelijke naam is voor het eerst geldig gepubliceerd in 1915 door Chretien.
De soort komt voor in Europa.